# Перистера (дем Горуша)
 Тази статия е за населишкото село.  За костурското вижте Марчища.  За други селища на име Перистера вижте Перистера.
Перистера или Марчища (на гръцки: Περιστέρα; до 1927 година: Μαρτίτσιον, Мартицион) е село в Република Гърция, дем Горуша (Войо) в област Западна Македония.

## География
Селото е разположено на 700 m надморска височина, на около 5 km югозападно от град Неаполи (Ляпчища, Населич).

## История

### Етимология
Според академик Иван Дуриданов етимологията на името е от първоначалния патроним на -ишчи, който произхожда от личното име Марко и съответства на сръбския и хърватски топоним Марчичи. Поради липсата на метатеза на -ар в -ра в името Марко, Марчища не може да се смята за старо име.

### В Османската империя
В края на XIX век Марчища е гръцко село в Населишката каза на Османската империя. Църквата „Свети Архангел Михаил“ е от 1886 година.
Според статистиката на Васил Кънчов в 1900 година в Марчища живеят 350 гърци християни.
На Етнографската карта на Битолския вилает на Картографския институт в София от 1901 година Марчища е смесено село гърци, турци и помаци (гърци мохамедани) в казата Населица на Серфидженския санджак с 46 къщи.
Според статистика на Серфидженския санджак на гръцкото консулство в Еласона от 1904 година в Марцистион (Μαρτσίστιον), Населишка каза, живеят 240 гърци елинофони християни.
В началото на ХХ век селото е под върховенството на Цариградската патриаршия. По данни на секретаря на Българската екзархия Димитър Мишев в Марчища (Martchichta) има 280 гърци патриаршисти.

### В Гърция
През Балканската война в 1912 година в селото влизат гръцки части и след Междусъюзническата в 1913 година Марчища остава в Гърция. През 1913 година при първото преброяване от новата власт в Μαρτίτσιον са регистрирани 273 жители.
В средата на 1920 година сред местните гърци са заселени гърци бежанци, които в 1928 година с 2 семейства с 8 души.
През 1927 година името на селото е променено на Перистера.
Населението традиционно произвежда жито, тютюн и други земеделски продукти, като се занимава и със скотовъдство.
| Име                     | Име        | Ново име | Ново име | Описание                   |
| ----------------------- | ---------- | -------- | -------- | -------------------------- |
| Кураци или Куваци       | Κουβάτσι   | Ремата   | Ρέματα   | местност на З от Перистера |
| Бай Лакос или Вай Лакос | Βάϊ Λάκκος | Вурла    | Βούρλα   | река на И от Перистера     |

Църквата „Свети Атанасий“ е построена край селото на пътя за Неаполи (Ляпчища). Осветена е на 8 юли 1982 година от митрополит Антоний Сисанийски и Сятищки.
| Година    | 1913 | 1920 | 1928 | 1940 | 1951 | 1961 | 1971 | 1981 | 1991 | 2001 | 2011 | 2021 |
| --------- | ---- | ---- | ---- | ---- | ---- | ---- | ---- | ---- | ---- | ---- | ---- | ---- |
| Население | 273  | 258  | 256  | 217  | 135  | 124  | 108  | 84   | 74   | 59   | 22   | 14   |